# 德特里克峰
德特里克峰（英語：Detrick Peak）是南極洲的山峰，位於羅斯島，處於盧茨山東南面2公里，屬於凱爾山的一部分，海拔高度約700米，現時由南極條約體系管理。

## 外部連結
. . United States Geological Survey.   [2012-01-16].
77°32′S 169°6′E / 77.533°S 169.100°E